# Ситникова, Валерия Аркадьевна
Вале́рия Арка́дьевна Си́тникова (в замужестве — Клеба́нова; 20 декабря 1944, Молотовск, Кировская область — 20 декабря 2009, Великий Новгород) — советская и российская поэтесса, прозаик, журналист. Член Союза писателей России. Лауреат премий Союза журналистов СССР, премий имени Марии Ульяновой и Надежды Крупской. Награждена медалью «Ветеран труда».

## Биография
Родилась 20 декабря 1944 года в городе Молотовске (ныне — Нолинск Кировской области). Мама — учитель русского языка и литературы, отец — военный, офицер,
Окончила теоретико-композиторское отделение Кировского училища искусств и факультет поэзии Литературного института имени Горького.
До 1964 года жила в Нолинске, работала в музыкальной школе. В 1964—1969 годы жила в Краснокамске Пермской области. В Перми публиковалась в альманахах «Молодой человек», «Современники», «Княженика». В 1970 году переехала в Кирово-Чепецк Кировской области, работала корреспондентом в газете «Кировец», вела литературный клуб «Поиск».
С 1980-х годов жила в Новгороде, работала журналистом под фамилией мужа (Клебанова). Вела радиопередачу «Поэтическая тетрадь» на радио «Славия». С 2006 года руководила литературным объединением имени Кулагина и бесплатно вела поэтический кружок при Новгородском отделении Союза писателей России.
Скоропостижно скончалась 20 декабря 2009 года в день своего 65-летия в п. Волховский, входящим в состав города Великий Новгород.

## Литературная деятельность
В 1980 году в Волго-Вятском книжном издательстве вышла книга стихов «Земная душа», в том же году по её сценарию вышел выпуск телепередачи «От всей души», которую она вела вместе с ведущей Валентиной Леонтьевой.
Печаталась в журналах, газетах, литературных альманахах — «Москва», «Нева», «Молодая гвардия», «Аврора», «Современник», «Север», «Подъём» (Воронеж), «Простор» (Казахстан), «Аргамак» (Татарстан). Во многих местах, где ей приходилось жить, создавала поэтические клубы — в Кировской области, Казахстане, Воронеже, Великом Новгороде. Для многих начинающих писателей Новгорода стартом стал созданный Ситниковой альманах «Ювенильное море».
Многие стихи, рассказы и сказки Ситниковой наполнены своеобразной певучей вятской речью, воспринятой от бабушки — жительницы Малой Блиновщины Кировской области Марфы Кирилловны Злобиной.
В 2006 году и 2007 годах в Великом Новгороде и Кирове вышли сборники стихов «Избранное».
В Нолинске в память о поэтессе установлена мемориальная доска.